# Rappa
Rappa är ett varumärke för en mekanisk maskin som sätter upp och tar ned elstängsel. Fördelen med en sådan stängselmaskin är att man kan montera samtliga trådar på samma gång, vilket kan underlätta om man har stora avstånd att stängsla. En enkel maskin har ungefär samma form som en skottkärra, men med trådrullar istället för balja. Det finns även mer avancerade modeller för montering på traktorer och fyrhjulingar.